# 993 Moultona
993 Moultona là một tiểu hành tinh bay quanh Mặt Trời.